# Kraftwerk Bełchatów
Das Kraftwerk Bełchatów (polnisch Elektrownia Bełchatów) bei Kleszczów im Powiat Bełchatowski in Polen ist Europas größtes fossil befeuertes Wärmekraftwerk und weltgrößtes Braunkohlekraftwerk mit einer Gesamtleistung von 5420 Megawatt.
Mit einem CO2-Ausstoß von 33,2 Mio. Tonnen verursachte das Kraftwerk im Jahr 2021 die höchsten Treibhausgasemissionen aller europäischen Kraftwerke.

## Geschichte und Technik
Das Kraftwerk wurde 1981 in Betrieb genommen, der letzte von heute 13 Turbinensätzen ging 2011 in Betrieb. Es verfügt über zwei 300 Meter hohe Schornsteine, welche zu den höchsten freistehenden Bauwerken in Polen gehören. Das eigentliche Kraftwerksgebäude ist 118 Meter hoch, 740 Meter lang und 116 Meter breit.
Im Herbst 2005 wurde das Modernisierungsprojekt Belchatow II begonnen. 2011 wurde ein weiterer Block mit einer Leistung von 858 Megawatt bei ca. 42 % Wirkungsgrad installiert. Damit stieg die Leistung des Kraftwerkes einschließlich der 12 älteren Blöcke, die je 345 bis 350 MW leisteten, auf 5.354 Megawatt. Nach Modernisierungen, die die Leistung der alten Blöcke auf 380 bis 390 MW erhöhten, beträgt die Gesamtleistung 5.420 Megawatt (Stand 2015). Bereits vor der Erweiterung der Kapazität galt das Kraftwerk als Europas größter einzelner Kohlendioxidemittent.
Das Kraftwerk verbraucht jährlich etwa 45 Millionen Tonnen Braunkohle aus den umliegenden Tagebauen und setzt dabei zwischen 30 und 40 Millionen Tonnen Kohlenstoffdioxid frei. Dies ist mehr als manche Staaten wie Irland oder die Slowakei insgesamt ausstoßen.
Das Kraftwerk sollte mit der CCS-Technologie ausgerüstet werden, was aus EU-Fördergeldern finanziert werden sollte. Jedoch lehnte die EU eine Förderung ab, und das Projekt wurde 2013 eingestellt.
Im Juni 2021 gab der Betreiber PGE im Zuge des Kohleausstiegs in Polen einen Zeitplan zur Stilllegung der Kraftwerksblöcke bekannt. Sie soll demnach schrittweise von 2030 bis 2036 erfolgen. Auch der Abbau der Braunkohlevorkommen in den umliegenden Tagebauen Bełchatów und Szczerców, die das Kraftwerk versorgen, soll in den Jahren 2026 beziehungsweise 2038 enden.

## Zwischenfälle
Während der Hitzewelle im August 2015 musste das Kraftwerk wegen fehlenden Kühlwassers mehrere Tage abgeschaltet werden. Daraufhin kam es in Polen zu einem erheblichen Strommangel, infolge dessen mehr als 1.500 Unternehmen, darunter Stahlwerke, Chemieunternehmen und andere energieintensive Betriebe, ihre Produktion drosseln oder komplett einstellen mussten. Zudem musste Polen zu diesem Zeitpunkt Strom aus anderen Staaten wie Deutschland importieren, um das Stromnetz stabil zu halten.
Am 17. Mai 2021 kam es zum Ausfall einer nahegelegenen Schaltanlage, über die die zehn der elf Blöcke des Kraftwerkes in Polens Übertragungsnetz Energie einspeisen. Das hatte einen Lastabwurf der betroffenen Blöcke zur Folge. Die betroffenen Blöcke wurden automatisch vom Netz getrennt. Darauf kam es zu einem deutlichen Spannungseinbruch im gesamten europäischen Stromnetz und zu einem Abfall der Netzfrequenz auf 49,85 Hz. Um das Netz zu stabilisieren, war Polen auf Regelleistung der Störungsreserve aus Deutschland, Schweden, Tschechien und der Slowakei angewiesen. Die Folgen waren auch einen Tag später noch nicht behoben.
Wenige Tage später, am 22. Mai 2021, kam es zu einem größeren Brand an einem Förderband des Kraftwerks. Da das Förderband in etwa 30 Metern Höhe verläuft, gestalteten sich die Löscharbeiten schwierig, das Feuer konnte aber am gleichen Tag gelöscht werden, ohne das Kraftwerk selbst zu erreichen. Allerdings musste der von dem Förderband versorgte Block 14, der bei dem Zwischenfall wenige Tage zuvor als einziger weiter Energie lieferte, wegen der unterbrochenen Braunkohleversorgung abgeschaltet werden. Als Auslöser des Brandes nannte der Betreiber die Entzündung von Braunkohle.